# ليام نولان
ليام نولان (بالإنجليزية: Liam Nolan)‏ (20 سبتمبر 1994 بليفربول في المملكة المتحدة - ) هو لاعب كرة قدم بريطاني في مركز الوسط. شارك مع منتخب أيرلندا الشمالية تحت 21 سنة لكرة القدم. أما مع النوادي، فقد لعب مع نادي ساوثبورت ونادي كرو ألكساندرا.

## وصلات خارجية
- ليام نولان على موقع قاعدة بيانات كرة القدم.إي يو (الإنجليزية)
- ليام نولان على موقع Soccerbase.com (لاعب) (الإنجليزية)